# Николай Банев
Николай Йорданов Банев е български бизнесмен. Роден е на 16 август 1959 г. в Любимец. Основател през 1990 г. на фонда „АКБ Форес“ (по-късно „АКБ Форес – Българска инвестиционна група“ АД), притежаваща акции и дялове в повече от 130 търговски дружества на територията на България, Русия, Швейцария, Холандия, Северна Македония. Според различни източници състоянието на Николай Банев възлиза на повече от 1 млрд. лв., разпределено в ценни книжа, акции, съучастия, недвижими имоти и други.
През октомври 2018 г. Банев и съпругата му са арестувани в Ница, след което биват екстрадирани в ареста в България. Обвиненията срещу тях включват укриване на данъци, пране на пари, използване на документи с невярно съдържание и длъжностни присвоявания. През януари 2019 г., в интервю с bTV, заместник-главният прокурор Иван Гешев споделя информацията, че Банев се е свързал с лобисти от Русия с цел да подготви „хибридна война срещу България.“ На 7 февруари Специализираният съд постановява, че той ще остане в ареста. През април 2019 г. съдът излиза с решение Банев да остане за постоянно в ареста поради възможността той „да се укрие или да извърши ново престъпление“.

## Биография

### Родители
Бащата на Николай – Йордан Банев, е най-младият официално признат активен борец против фашизма и капитализма в Хасковско заради яташката му дейност, започнала от 14-годишна възраст.

### Образование
Николай Банев завършва Руската езикова гимназия в Хасково, а след това Българска филология в Пловдивския университет „Паисий Хилендарски“ и Икономика на труда във ВИИ „Карл Маркс“.

### Начало на кариерата
Военната си служба в Българската народна армия изкарва като войник в Школата за запасни офицери в Шумен (1977 – 1978) и като старшина-школник 15 месеца служи в оперативно-тактическите ракетни войски (1978 – 1979). Уволнява се като офицер от запаса.
През ученическите си години и в казармата Банев е неизменно комсомолски активист. През 1977 г. Банев става комсомолски секретар. В началото на 1981 г. започва щатна работа в Димитровския комунистически младежки съюз (ДКМС), където работи до 1988 г. Общо осем години работи в ДКМС, като заема различни ръководни длъжности в Заводски комитет в-Харманли, Общински комитет- Минерални бани, Окръжен комитет-Хасково и Централния комитет на ДКМС. През това време заема и длъжности в редица органи на местната и централната власт и различни обществени организации и движения.

### Бизнес империя
През 1990 г. създава една от първите частни фирми в България. Фирмата тръгва като една от първите охранителни фирми в Хасково. Учредители са Николай Банев, Росен Араклиев, син на командира на партизанския отряд „Асен Златаров“ Иван Араклиев, и полк. Костадинов.
През 1996 г. взема заем от 3,5 милиона щатски долара от чешката „Форестинвест“ и участва с масовата приватизация посредством фирмата си „АКБ Форес“. Голямата рекламна кампания на дружеството изкушава инвеститори от цялата страна с големи лихви (до 40% годишно според рекламата), а десетки хиляди са гражданите, желаещи да вложат боновите си книжки. Набраният капитал е 2,7 милиона лева. АКБ печели дялове в над 30 предприятия, но лихви не се дават, инвеститорите не получават парите си обратно, а чехите от „Форестинвест“, които дават част от името и авторитета на приватизатора, не си връщат дадения заем. Въпреки че получава лиценз само за един от учредените три приватизационни фонда, Банев през 1997 г. успява да привлече доверието на 124 хиляди българи, които поверяват на АКБ ФОРЕС СОЦИАЛЕН боновите си книжки.
През 2000 г. купува за 70 хил. щатски долара комплекс „Каваци“ и къмпингите „Градина“, „Каваци“, „Златна рибка“, „Веселие“ и „Черноморец“, резиденция Созопол и ресторантите „Винарска изба „Механа“ и „Хоризонт“ в Созопол.
През 2003 г. Банев придобива вестник „Кеш“.
Към 2016 г. Николай Банев е мажоритарен собственик на ФИК „АКБ Форес“ ХАД. Холдинговото акционерно дружество към този момент притежава акции в около 100 компании от целия спектър на икономиката – тежка промишленост, лека промишленост, услуги, обслужващ сектор и др.
Николай Банев участва като собственик в: АКБ Форес, Химинвест, АКБ Индустрия и АКБ Консорциум. В управлението е на Голф-хотели Иракли, Форест грийн ХАД, Блясък, Елматех, Елма Електромотори, Сдружение „Тенис клуб Русалка“, туристически холдинг Русалка Холидейз, Ер Слайд, Хелио-тур-с, Сдружение „Голф клуб Иракли“, Костенец – ХХИ, Полимери, Топлофикация Ямбол, Топлофикация Казанлък, Европейска корпорация за ефективно развитие, Полихим България и Тежка механизация.
Николай Банев е подсъдим в десетки дела за умишлен банкрут на над 100 приватизирани предприятия. Срещу Банев са заведени и десетки граждански искове от жители на Созопол за узурпиране на частно имущество и неправомерното му използване.

### Обществени дейности
Николай Банев е член на УС на БРТПП (Българо-руската търговско промишлена палата).
Действителен член (академик) на Международната академия по електротехника със седалище в Москва.
Председател и член на няколко сдружения с нестопанска цел, сред които „Демократична мрежа“; „Южна пролет“; Международна музикална академия „Русалка“ и др.

### Спортно деятелство
През 1997/98 г. е президент на ПФК „Пирин“ Благоевград, за кратко е спонсор на Септември (София), след което става собственик на Берое.

### Кандидатура за президент
На президентските избори през 2016 г. Николай Банев се кандидатира за президент в двойка със Сали Ибрям. 

## Награди
Николай Банев е награждаван многократно с български, руски, македонски, украински държавни и обществени награди – ордени, медали, грамоти и др.

## Личен живот
Николай Банев има три брака. Първата му съпруга се казва Красимира, от нея има една дъщеря. Втората съпруга на Николай Банев е поетесата и общественичка Дочка Банева, починала през 2005 г., от която има един син. Третата съпруга на Николай Банев е Евгения Банева, която е изпълнителен директор на ТХ Русалка Холидейз. С Евгения Банева имат четири деца.
Банев има и един внук.